# Лубуту
Лубуту (фр. Lubutu) — город в провинции Маниема Демократической Республики Конго.

## История
Город был основан в 1905 году, в Свободном государстве Конго, которое тогда находилось под контролем Бельгийского короля Леопольда II. Из-за своего стратегического расположения и природных ресурсов этот город стал важным населённым пунктом в регионе. 
После обретения независимости страной в 1960 году, Лубуту и другие города в регионе столкнулись с множеством социальных и экономических проблем, такими как политическая нестабильность, неразбериха и войны, которые затронули всю страну в последующие десятилетия.
Гражданская война и различные конфликты, особенно в 1990-х и начале 2000-х годов, также затронули Лубуту, что повлияло на жизненные условия местного населения.
В городе была больница, которой управляли «Врачи без границ», но в 2015 больница закрылась.

## Экономика
В начале 20-го века Лубуту стал важным экономическим центром, в том числе благодаря добыче полезных ископаемых, таких как золото и драгоценные камни, которые были найдены в этом регионе, но непроходимые дороги мешают перемещению товаров.

## Население
Население на 2012 год составляет 8205 человек.
| Год  | Население |
| ---- | --------- |
| 2012 | 8205      |
| 2004 | 6621      |
| 1994 |           |